# Carrapateira (Bordeira)
Carrapateira és un llogaret situat a la costa occidental de l'Algarve, a Portugal. Pertany a hores d'ara a la freguesia de Bordeira, al municipi d'Aljezur; i fou seu de la freguesia fins al segle xix. Els seus punts d'interés inclouen el Fort de Carrapateira i l'església parroquial de Carrapateira. Té també el Museu del Mar i de la Terra.
Aquesta localitat és molt coneguda pels que acudeixen a la platja do Amado. Segons el cens del 2011, tenia una població resident de 173 habitants.

## Patrimoni
- Fort de Carrapateira, que enclou l'església Parroquial
- Museu del Mar i de la Terra de Carrapateira
- Poblat islàmic de Ponta do Castelo

## Galeria d'imatges

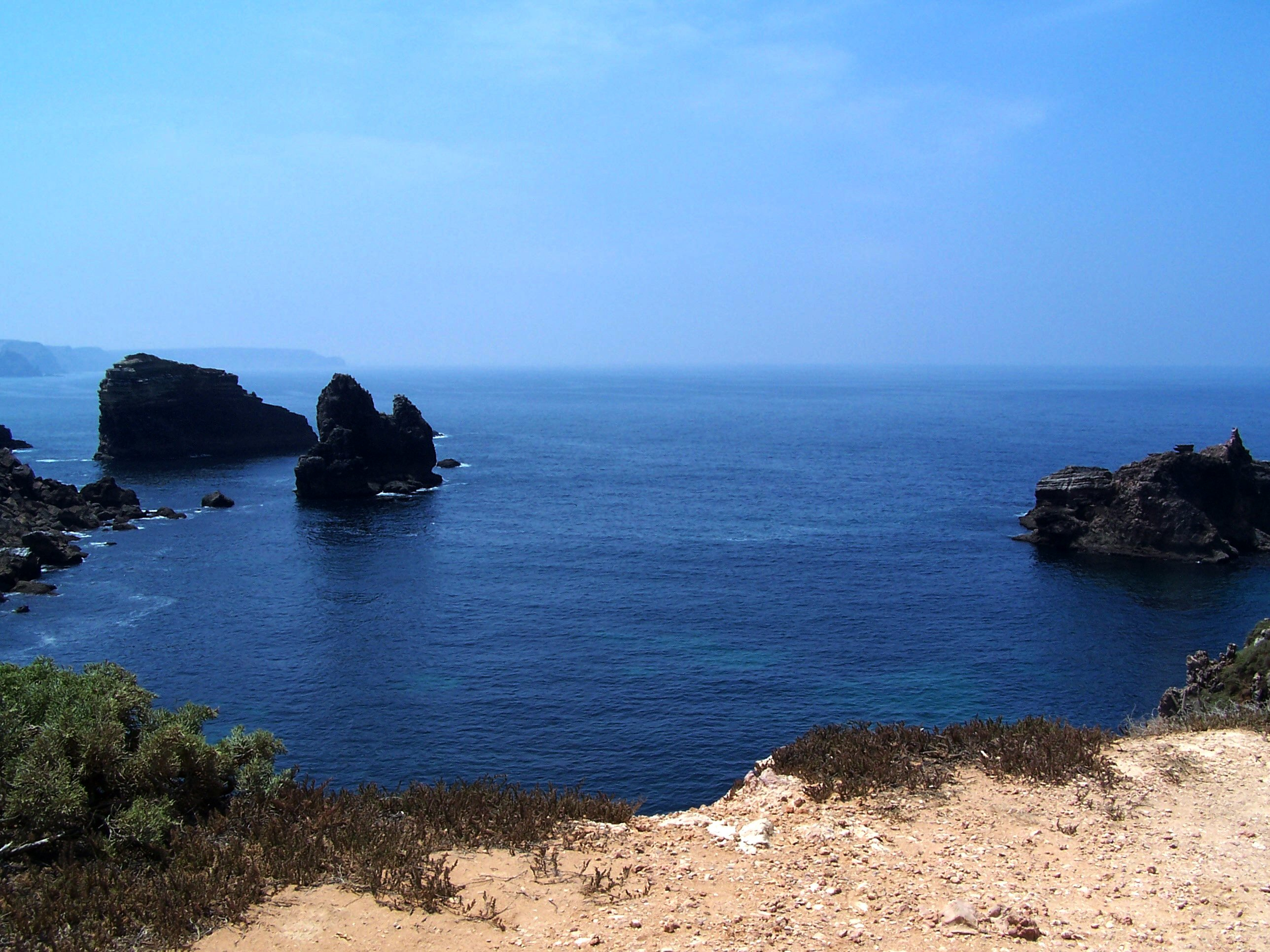
Punta de Carrapateira
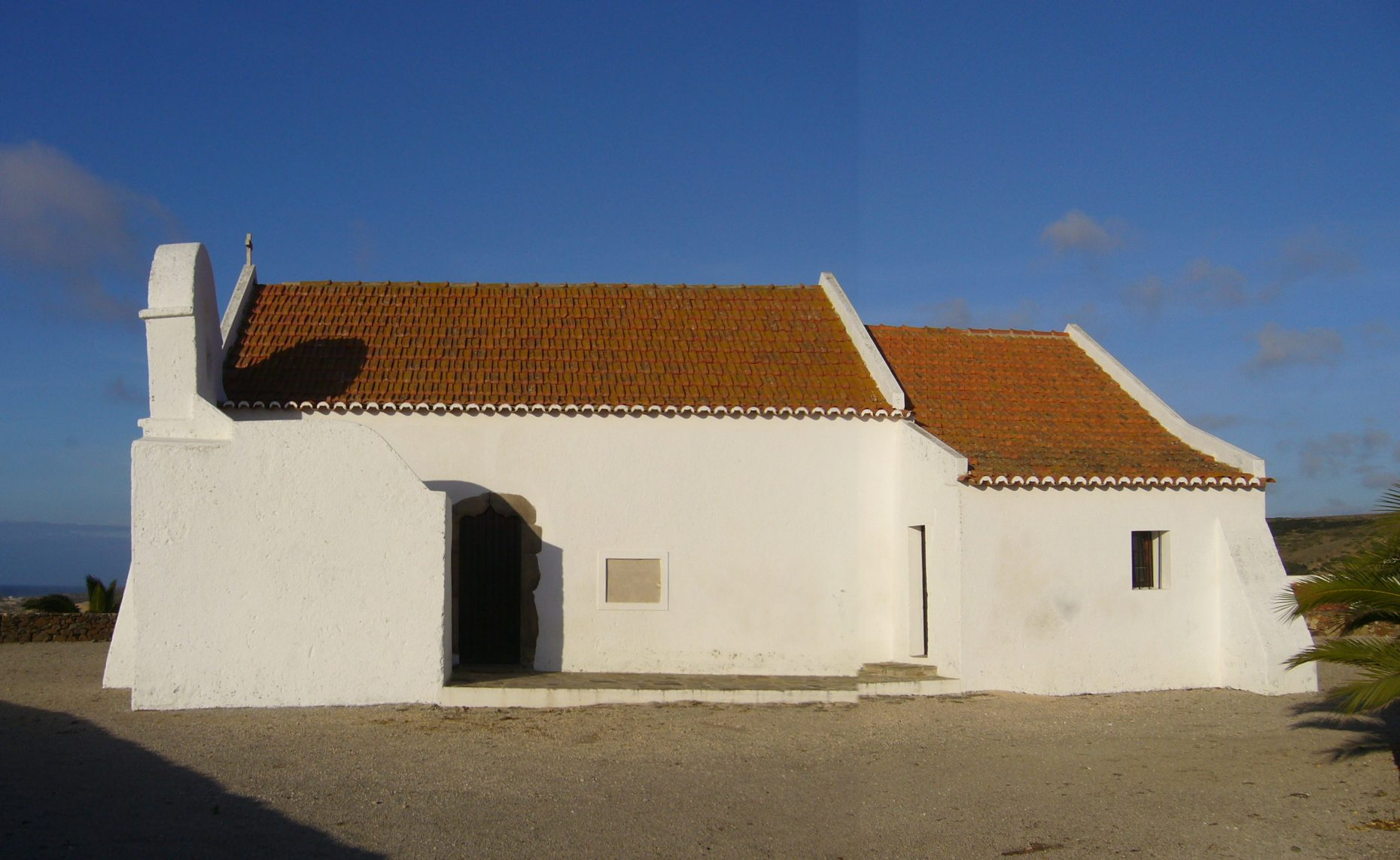
Església de Carrapateira
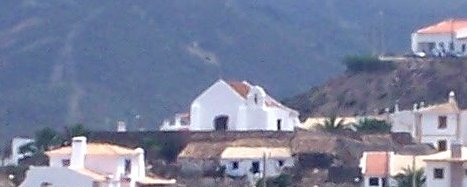
Fort de Carrapateira
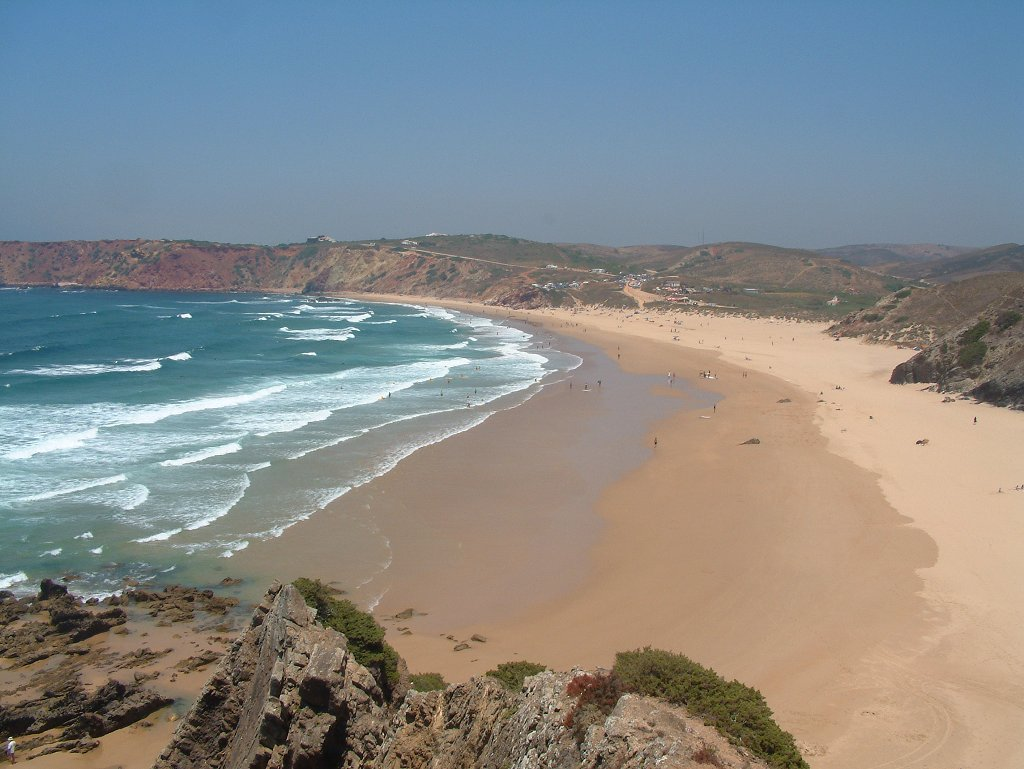
Platja do Amado
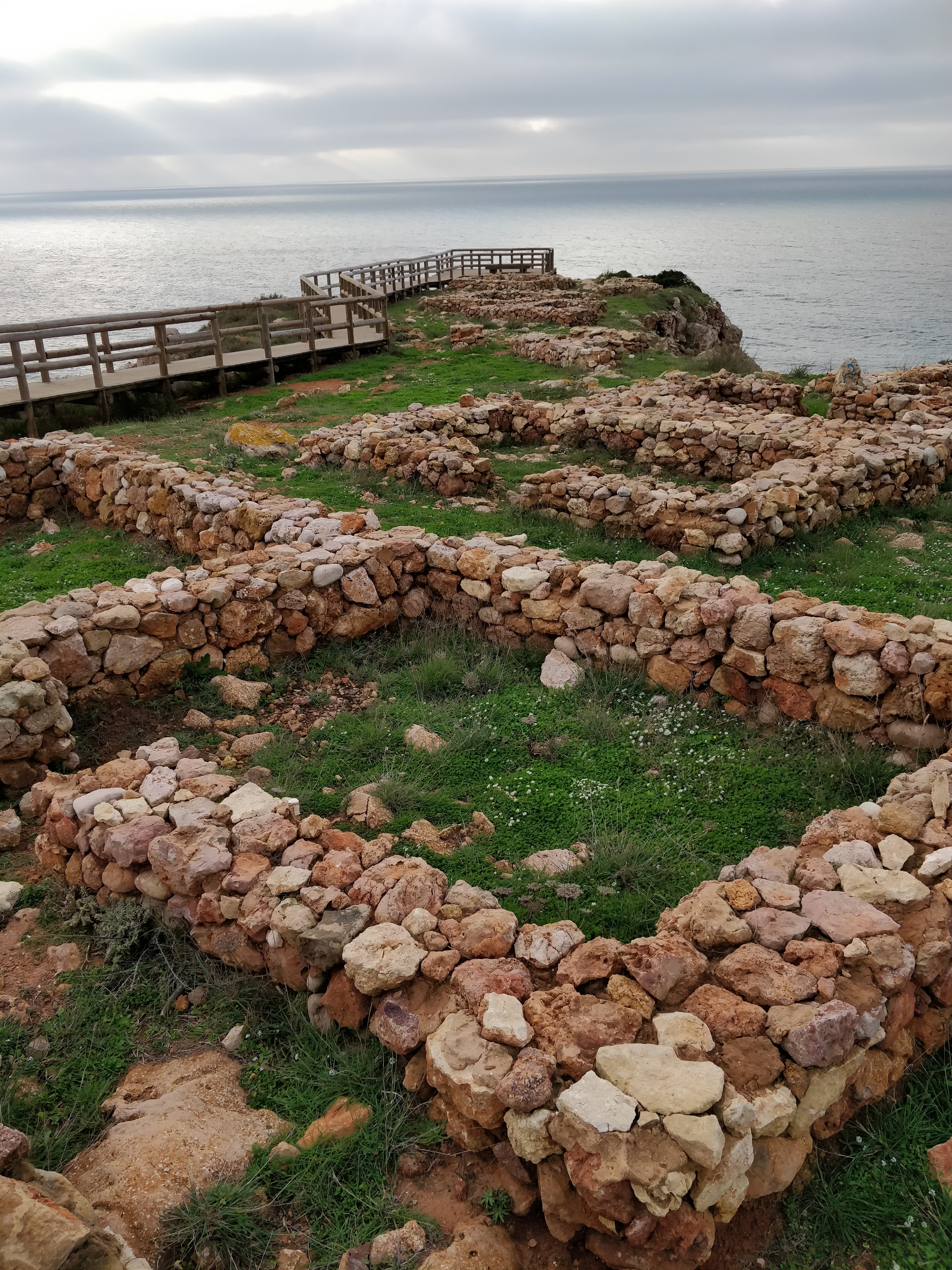
Vestigis d'un poblat islàmic